# Sheka Fofanah
Sheka Sorie Fofanah (Koidu, 2 gennaio 1998) è un calciatore sierraleonese, attaccante svincolato.

## Carriera

### Club
Ha giocato nella massima serie sudanese e in quella irachena.

### Nazionale
Nel 2016 ha esordito in nazionale.

## Statistiche

### Cronologia presenze e reti in nazionale
| Cronologia completa delle presenze e delle reti in nazionale ― Sierra Leone | Cronologia completa delle presenze e delle reti in nazionale ― Sierra Leone | Cronologia completa delle presenze e delle reti in nazionale ― Sierra Leone | Cronologia completa delle presenze e delle reti in nazionale ― Sierra Leone | Cronologia completa delle presenze e delle reti in nazionale ― Sierra Leone | Cronologia completa delle presenze e delle reti in nazionale ― Sierra Leone | Cronologia completa delle presenze e delle reti in nazionale ― Sierra Leone | Cronologia completa delle presenze e delle reti in nazionale ― Sierra Leone |
| Data                                                                        | Città                                                                       | In casa                                                                     | Risultato                                                                   | Ospiti                                                                      | Competizione                                                                | Reti                                                                        | Note                                                                        |
| --------------------------------------------------------------------------- | --------------------------------------------------------------------------- | --------------------------------------------------------------------------- | --------------------------------------------------------------------------- | --------------------------------------------------------------------------- | --------------------------------------------------------------------------- | --------------------------------------------------------------------------- | --------------------------------------------------------------------------- |
| 22-3-2016                                                                   | Freetown                                                                    | Sierra Leone                                                                | 1 – 1                                                                       | Malawi                                                                      | Amichevole                                                                  | -                                                                           |                                                                             |
| 25-3-2016                                                                   | Franceville                                                                 | Gabon                                                                       | 2 – 1                                                                       | Sierra Leone                                                                | Amichevole                                                                  | 1                                                                           | 80’                                                                         |
| 28-3-2016                                                                   | Freetown                                                                    | Sierra Leone                                                                | 1 – 0                                                                       | Gabon                                                                       | Amichevole                                                                  | -                                                                           |                                                                             |
| 4-6-2016                                                                    | Freetown                                                                    | Sierra Leone                                                                | 1 – 0                                                                       | Sudan                                                                       | Qual. Coppa d'Africa 2017                                                   | 1                                                                           |                                                                             |
| 3-9-2016                                                                    | Bouaké                                                                      | Costa d'Avorio                                                              | 1 – 1                                                                       | Sierra Leone                                                                | Qual. Coppa d'Africa 2017                                                   | -                                                                           | 92’                                                                         |
| Totale                                                                      |                                                                             | Presenze                                                                    | 5                                                                           |                                                                             | Reti                                                                        | 2                                                                           |                                                                             |